# Primera Fila (álbum de Roberto Carlos)
Roberto Carlos Primera Fila - Abbey Road é um álbum ao vivo do cantor e compositor Roberto Carlos com o registro em estúdio realizado em 11 e 12 de maio de 2015 na cidade de Londres. No mítico Abbey Road Studios, o cantor regrava seus hits, em português e espanhol em sons modernos. Recebeu disco de ouro pela AMPROFON do México.

## Faixas

### CD
1. Emoções
2. A Volta
3. O Portão
4. Cama e Mesa
5. And I Love Her
6. À Distância
7. Detalhes
8. As Curvas da Estrada de Santos
9. Ilegal, Imoral ou Engorda
10. Eu Te Amo, Te Amo, Te Amo
11. Arrastra Una Silla part. Marco Antonio Solís
12. Propuesta
13. Amigo
14. Amada Amante
15. Mujer Pequeña
16. Lady Laura
17. Jesus Cristo